# Mallosia mirabilis devexula
Mallosia mirabilis devexula es una subespecie de escarabajo longicornio del género Mallosia, tribu Phytoeciini, subfamilia Lamiinae. Fue descrita científicamente por Holzschuh en 1989.

## Descripción
Mide 23-31 milímetros de longitud.

## Distribución
Se distribuye por Turquía.